# تیم ملی کانوپولوی زیر ۲۱ سال زنان ایران
تیم ملی کانوپولو زیر ۲۱ سال زنان ایران یک تیم بین‌المللی کانوپولو زنان جوان است که از طرف ایران در رقابت‌های بین‌المللی شرکت می‌کند.

## تورنومنت‌ها

### قهرمانی جهان
تیم ملی کانوپولو زیر ۲۱ سال زنان ایران خود را برای شرکت در مسابقات قهرمانی جهان ۲۰۱۶ در سیراکوزای ایتالیا آماده می‌کند.
| ۲۰۱۲  | حاضر نبود | – | – | – | – |
| ۲۰۱۴  | حاضر نبود | – | – | – | – |
| ۲۰۱۶  | نهم       | ۹ | ۳ | ۲ | ۴ |
| مجموع | ۱/۳       | ۹ | ۳ | ۲ | ۴ |

### قهرمانی آسیا
| ۲۰۱۳  | حاضر نبود | – | – | – | – |
| ۲۰۱۵  | قهرمان    |   |   |   |   |
| مجموع | ۱/۲       |   |   |   |   |